# 동티모르 주재 외국공관 목록

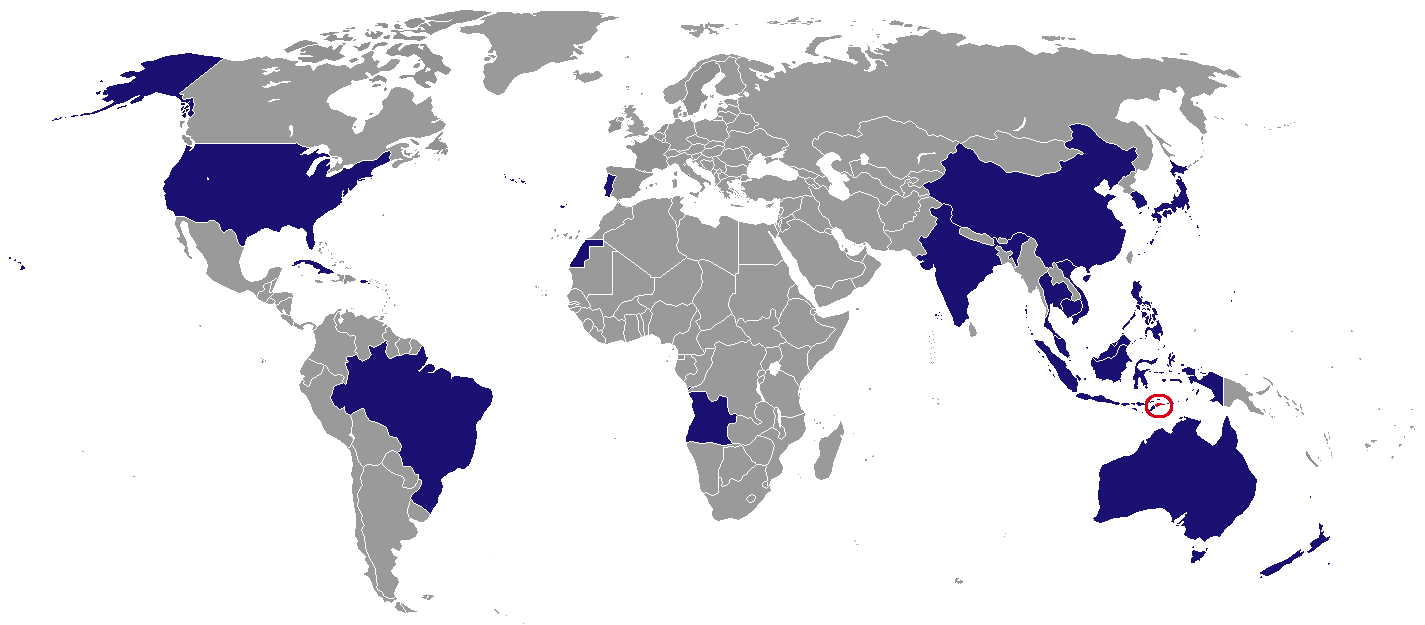
동티모르에 상주하고 있는 외국공관들.

동티모르 주재 외국공관 목록은 동티모르에 주재하는 외국공관(대사관)과 함께 동티모르과 외교 관계는 수립했으나, 동티모르에 공관을 설치하지 않은 국가에 대해 다룬다. 현재 딜리에 대사관을 설치한 국가는 14개국이다.

## 대사관
대사관은 딜리에 상주하고 있다.
딜리
| - 오스트레일리아 - 브라질 - 브루나이 - 중국 - 쿠바 - 바티칸 시국 - 인도네시아 - 일본 | - 대한민국 - 말레이시아 - 뉴질랜드 - 필리핀 - 포르투갈 - 사하라 아랍 민주 공화국 - 태국 - 미국 |

## 대표 기관
- 유럽 연합 (대표부)

## 비상주공관
다음 국가들은 동티모르와 외교 관계는 수립하였으나, 동티모르에 대사관을 설치하지 않은 국가들이다. 옆에 병기한 지역에 설치된 공관에서 주 동티모르 대사관을 겸임한다. 다만, 지역을 명시하지 않은 해당 도시는 자카르타를 의미한다.
| - 아르헨티나 - 오스트리아 - 캐나다 - 콜롬비아 - 크로아티아 (캔버라) - 체코 - 덴마크 - 피지 - 핀란드 - 프랑스 - 조지아 - 독일 - 헝가리 - 아이슬란드 (도쿄도) - 인도 - 아일랜드 (싱가포르) - 이란 - 이스라엘 (싱가포르) - 이탈리아 | - 조선민주주의인민공화국 - 라오스 - 멕시코 - 모잠비크 - 네덜란드 - 노르웨이 - 폴란드 - 러시아 - 세르비아 - 싱가포르 (싱가포르) - 슬로바키아 - 스페인 - 스웨덴 - 스위스 - 시리아 - 튀르키예 - 영국 - 베네수엘라 (캔버라) - 우루과이 (캔버라) |

## 같이 보기
- 동티모르의 재외공관 목록
- 동티모르의 대외 관계